# ایستگاه متروی خیابان گریت پورتلند
ایستگاه متروی خیابان گریت پورتلند (انگلیسی: Great Portland Street tube station) یکی از ایستگاه‌های متروی لندن است.
این ایستگاه که در شهر وست‌مینستر قرار دارد در سال ۱۸۶۳ تأسیس شده و جزئی از خط سیرکل، خط همرسمیت و سیتی و خط متروپولیتن می‌باشد.

## نگارخانه

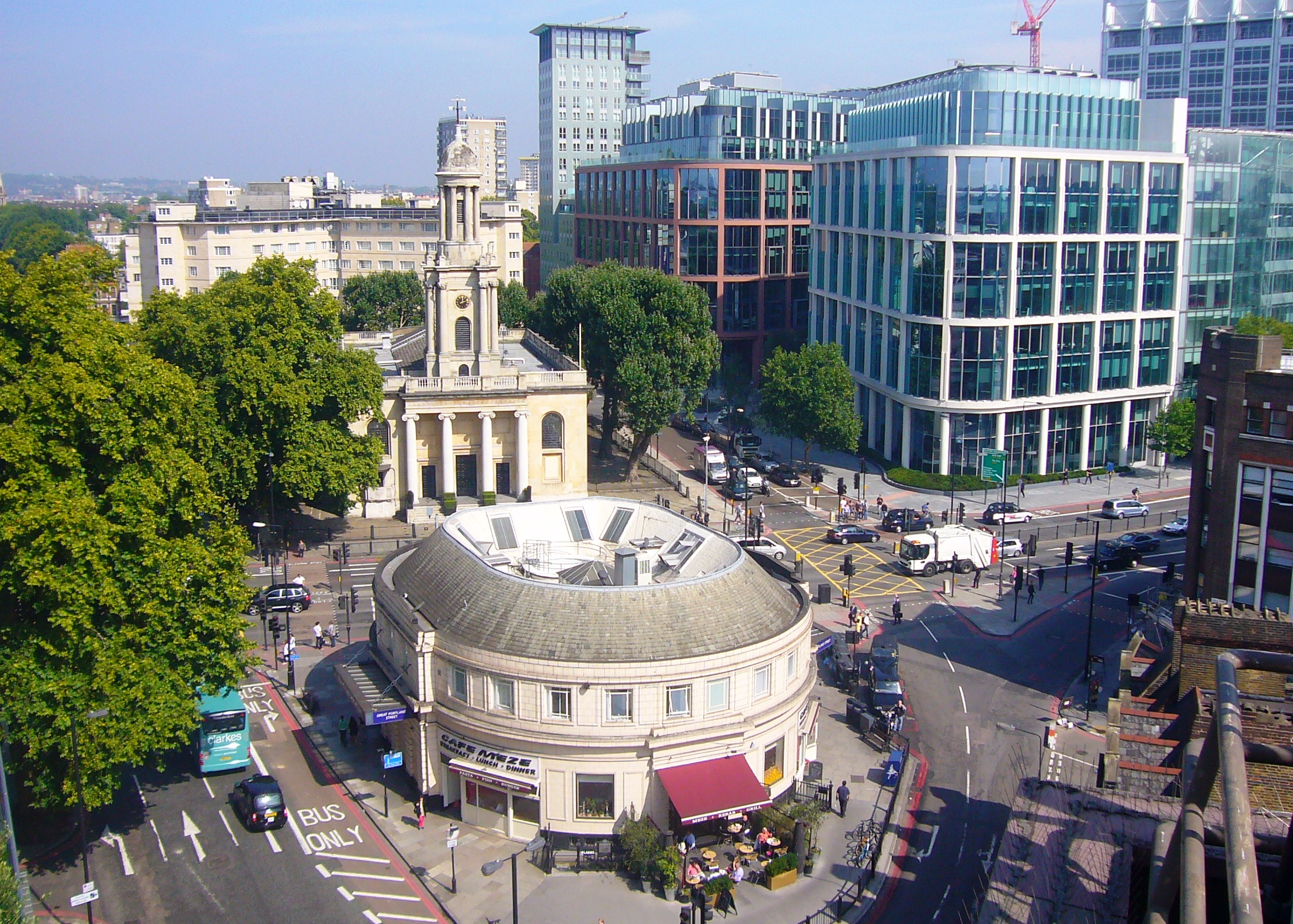
Station as seen from above looking north
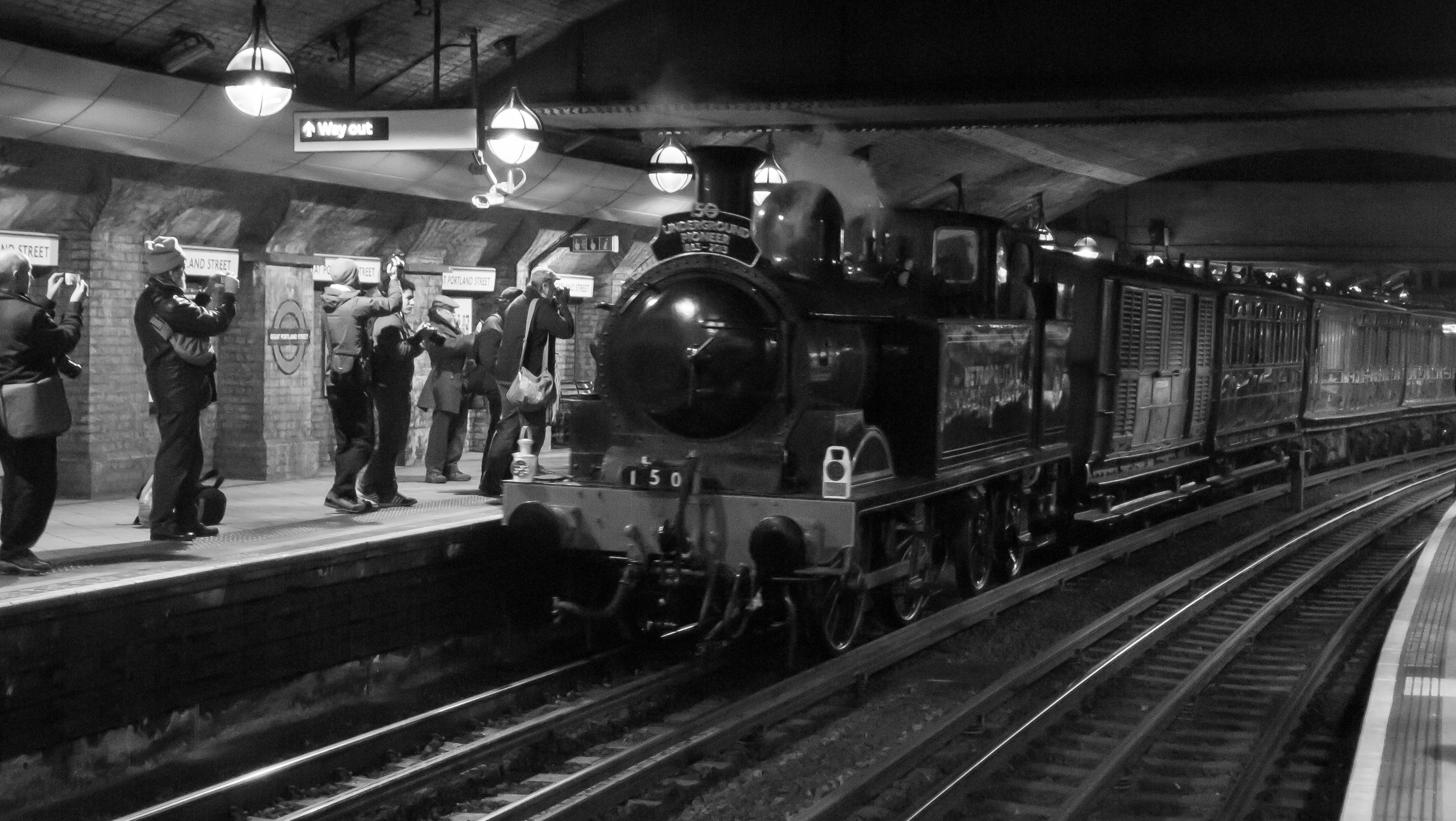
Original Metropolitan Steam Train passes through Great Portland Street Station
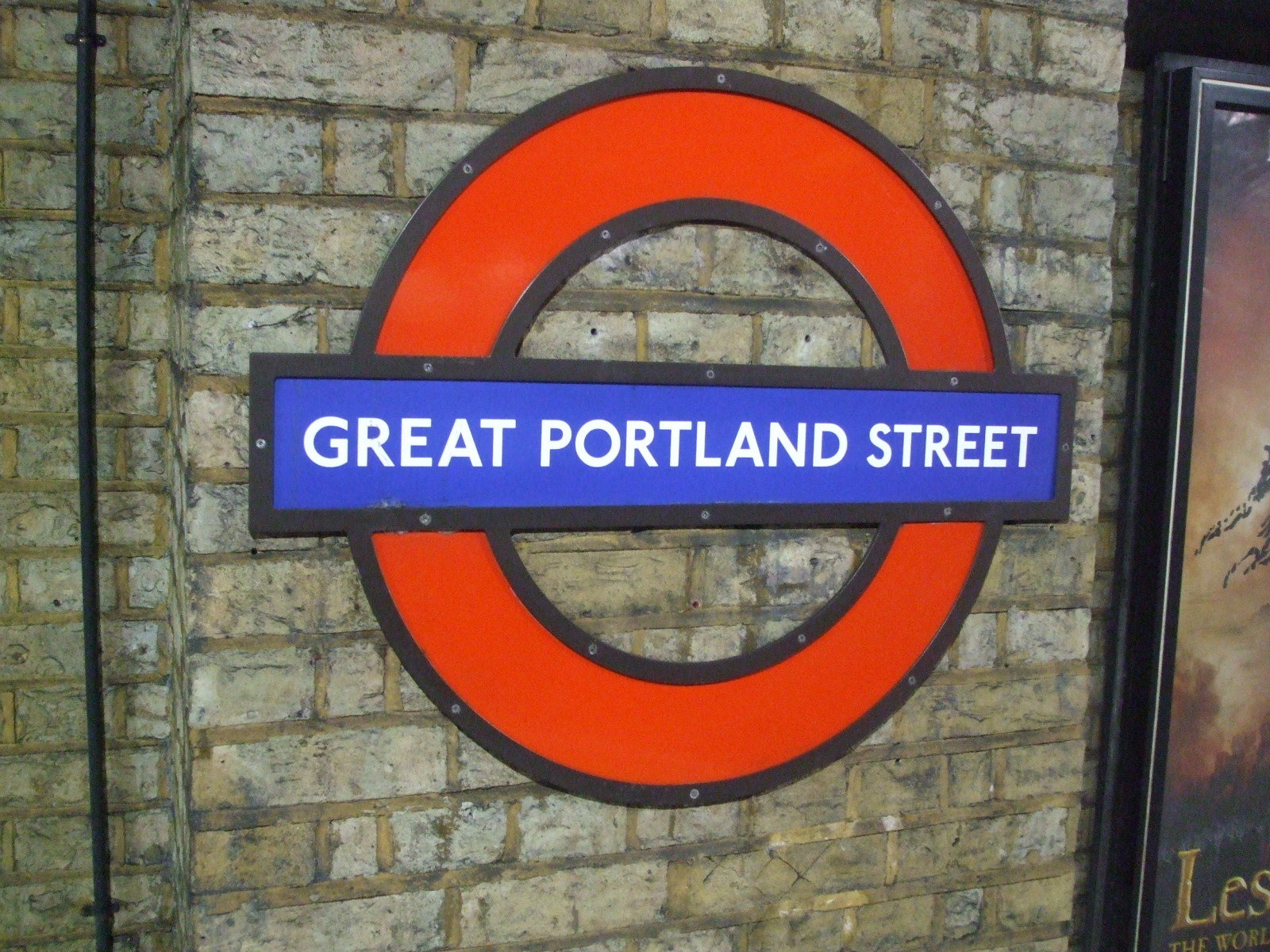
Platform roundel
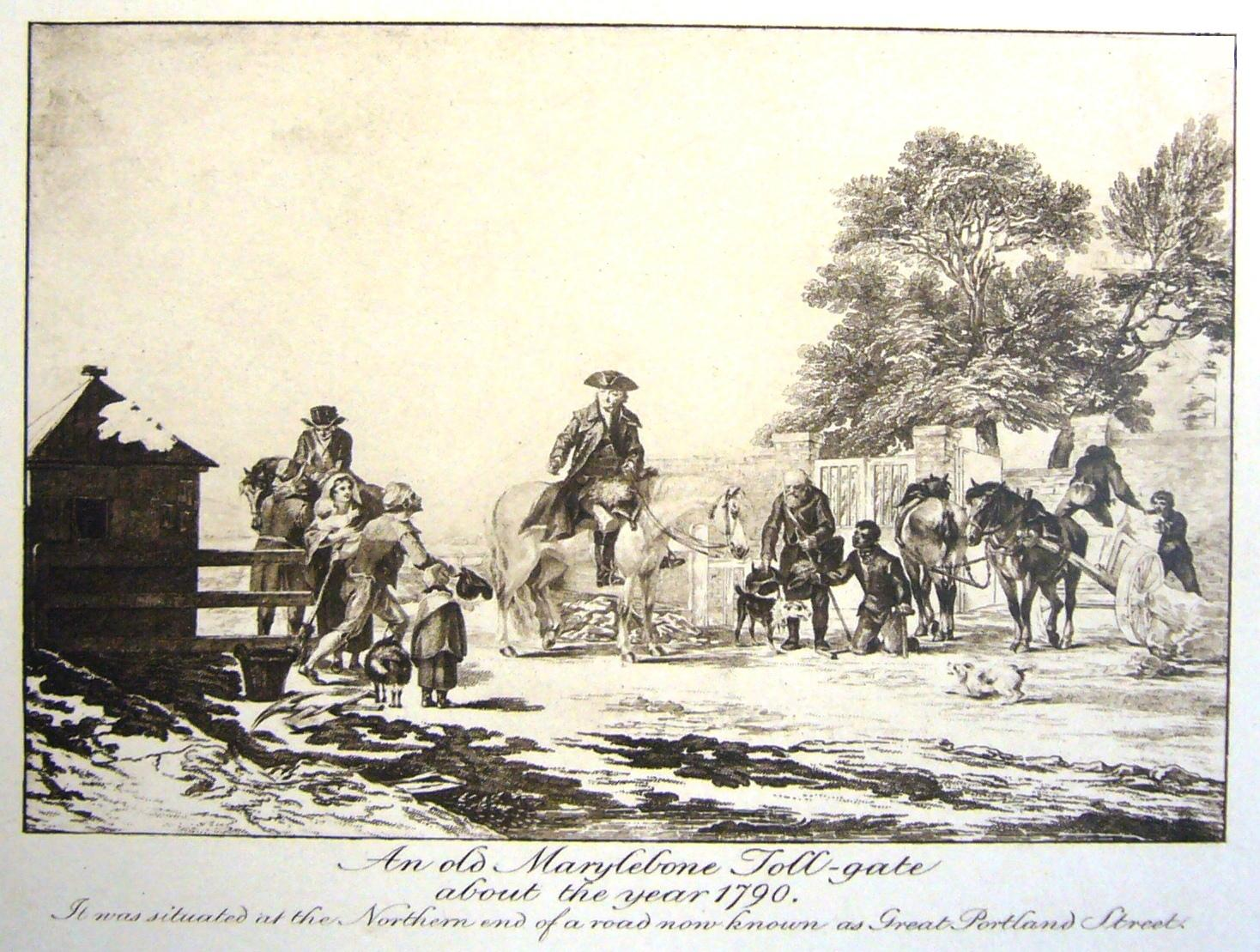
View of station location circa 1790
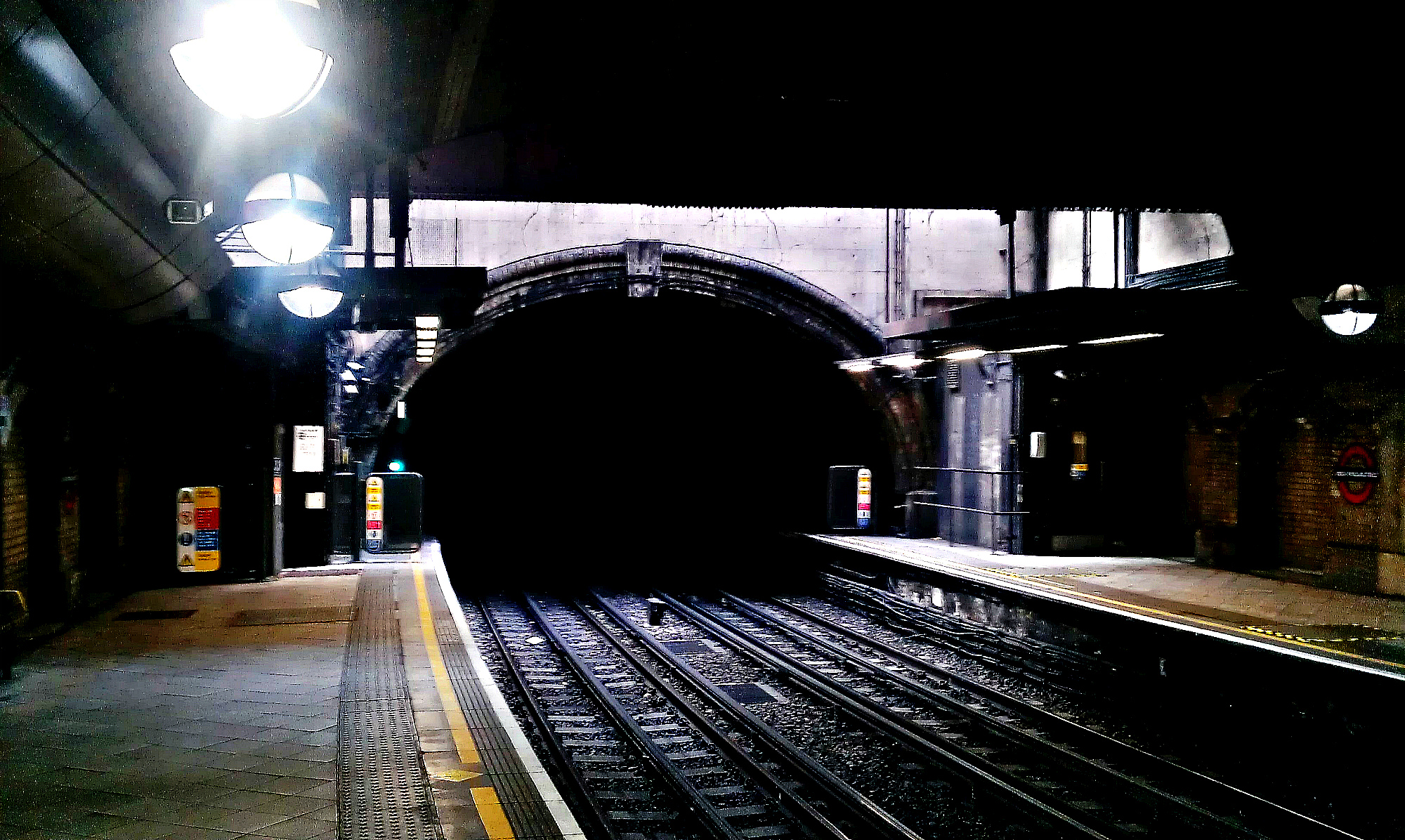
Station tunnel running under Marylebone Road
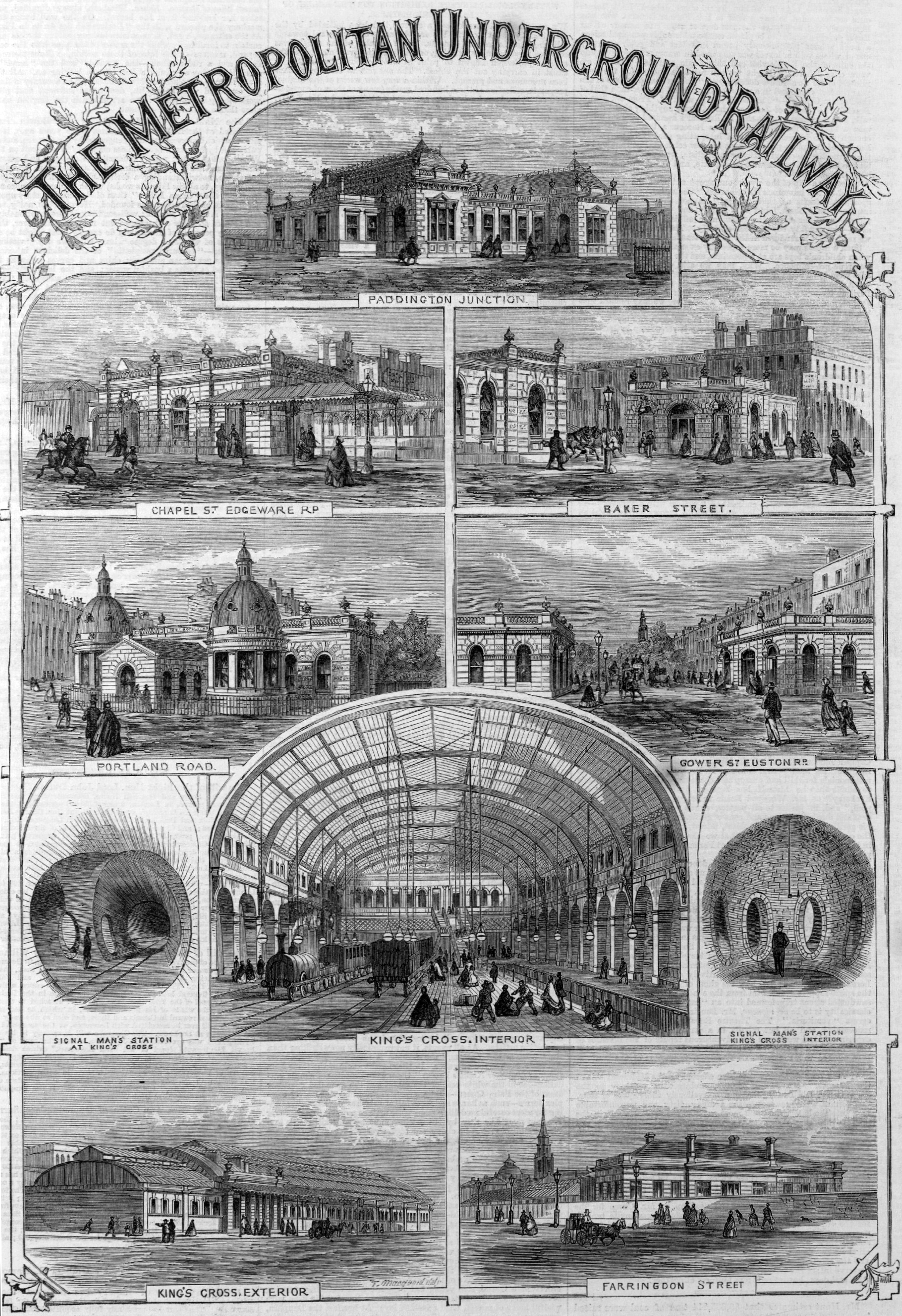
Shown as the Metropolitan Railway's Portland Road Station in 1862
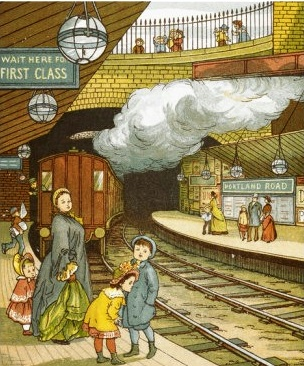
Thomas Crane's 1883 poster of Portland Road Station
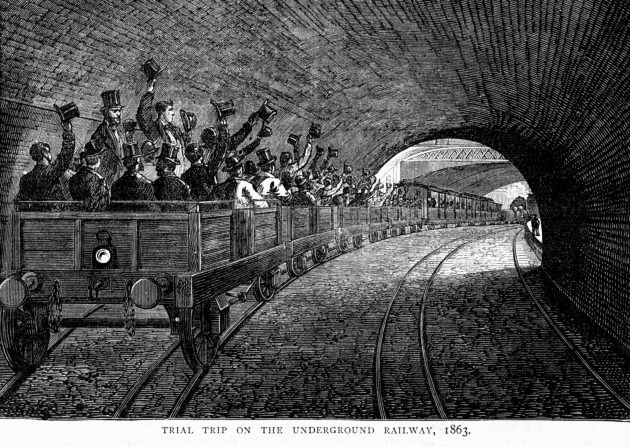
Trial 1862 train journey passing Portland Road station.